# Bāghūyeh
Bāghūyeh (persiska: باقو, باغویه, Bāghu, Bāqū) är en ort i Iran.   Den ligger i provinsen Hormozgan, i den södra delen av landet, 1 000 km söder om huvudstaden Teheran. Bāghūyeh ligger 37 meter över havet och antalet invånare är 112.
Terrängen runt Bāghūyeh är varierad.Runt Bāghūyeh är det glesbefolkat, med 11 invånare per kvadratkilometer. Närmaste större samhälle är Nakhl-e Jamāl, 8,5 km väster om Bāghūyeh. Trakten runt Bāghūyeh är ofruktbar med lite eller ingen växtlighet.